# Бутковский, Виктор Владимирович
Виктор Владимирович Бутковский (29 апреля 1959 — 27 ноября 2024) — депутат Верховной рады Украины от Партии регионов (2012—2014). Генерал-лейтенант службы гражданской защиты.
Родился в пгт Полесское Киевской области
В 1982 году окончил Киевское высшее танковое инженерное училище, специальность — гусеничные и колесные машины, квалификация — военный инженер—механик.
В 2003 году окончил Днепропетровский региональный институт государственного управления НАГУ при Президенте Украины, специальность — государственное управление, квалификация — магистр государственного управления.
В 1982—1992 гг. служил в ГДР и в Закавказском военном округе в должностях от заместителя командира роты до командира батальона.
- 1992—1995 заместитель командира 186-й отдельной мобильной бригады (Донецк).
- 1995—1998 командир 439-го отдельного мобильного механизированного полка гражданской обороны Украины (Верховцево, Днепропетровская область).
- 1998—2001 начальник Управления гражданской обороны и чрезвычайных ситуаций администрации Днепропетровской области.
- с ноября 2001 по декабрь 2003 г. — начальник Главного управления по вопросам чрезвычайных ситуаций и делам защиты населения от последствий Чернобыльской катастрофы Днепропетровской областной администрации.
- с декабря 2003 г. по ноябрь 2005 г. — начальник Главного управления МЧС Украины в Днепропетровской области.
- 2005—2007 начальник управления профподготовки и координации действий аварийно-спасательных формирований Штаба государственной военизированной аварийно-спасательной службы МЧС Украины.
- с мая 2007 по 2012 г. — начальник Главного территориального управления МЧС в Днепропетровской области.

На парламентских выборах 2012 г. избран депутатом Верховной Рады Украины от Партии регионов по одномандатному мажоритарному избирательному округу № 29. Одержал победу, набрав 41,40 % голосов. Председатель подкомитета гражданской защиты населения, деятельности государственных аварийно-спасательных служб, пожарной безопасности Комитета по вопросам экологической политики, природопользования и ликвидации последствий Чернобыльской катастрофы.
Награждён орденом «За заслуги» III степени (2007).